# The Punisher: The Ultimate Payback!
The Punisher: The Ultimate Payback! est un jeu vidéo de type shoot 'em up développé par Beam Software et édité par Acclaim Entertainment, sorti en 1991 sur Game Boy.